# Неум (громада)
Неум (хорв. і босн. Opština Neum, серб. Општина Неум) — боснійська громада, розташована в Герцеговинсько-Неретванському кантоні Федерації Боснії і Герцеговини. Адміністративним центром є місто Неум.